# Palazzo Galbani
Il Palazzo Galbani è un edificio per uffici di Milano, compreso nel centro direzionale. Il complesso edilizio è sito in via Fabio Filzi, all'angolo con via Giovanni Battista Pirelli, all'interno del Centro Direzionale di Milano, di fronte al Grattacielo Pirelli. 
L'edificio venne costruito dal 1956 al 1959 su progetto di Eugenio ed Ermenegildo Soncini con Giuseppe Pestalozza, con strutture progettate da Pier Luigi Nervi, come sede della società Galbani.

## Storia e caratteristiche
La Società Galbani, committente del progetto, aveva chiesto ai progettisti di dare alla nuova sede caratteristiche inconfondibili, tali da poterne sfruttare l'immagine anche dal punto di vista pubblicitario. I progettisti risposero proponendo:
- una forma prismatica e asimmetrica, rastremata verso le estremità dell'edificio; essa riflette il diagramma dei movimenti delle persone all'interno, che sono più numerosi in corrispondenza dell'arrivo degli ascensori e minimi alle estremità[3];
- un involucro in lastre di cristallo verde-azzurro, che fascia l'intero edificio, scandito da fasce marcapiano in alluminio anodizzato[2];
- l'invisibilità delle veneziane, così da garantire l'invariabilità estetica dell'involucro[4];
- un'ampia pensilina di ingresso in alluminio e cristallo[5];
- l'atrio al piano terreno separato dal grande porticato di passaggio in continuità alla via (la Società Galbani accettò signorilmente di realizzarlo, rinunciando alla utilizzazione commerciale del piano terreno, nonostante il suo elevato valore economico)[4];
- grandi saloni interni, visibili attraverso le lastre di cristallo dell'involucro[2];
- l'abolizione dell'avancorpo di due piani, che il piano particolareggiato del Centro Direzionale di Milano prevedeva fosse costruito lungo la fronte di via F. Filzi, perché esso avrebbe mortificato lo slancio verticale dell'edificio.[4][5]

### Il sistema spaziale
L'edificio consta di tre corpi, di cui il principale è una torre di undici piani più il piano terreno, alta 39,80 metri; affiancata da due corpi minori: un ristorante a nord, una banca a sud. Nel sottosuolo vi sono due piani interrati, in cui sono sistemati gli archivi, gli impianti tecnici e il parcheggio.
Ad ogni piano, all'estremità nord della torre si trovano il nucleo degli ascensori, la scala di sicurezza a tenuta di fumo, la scala "protetta" per le comunicazioni rapide di piano e i servizi. Tutto il resto del piano è un'unica grande sala (300 mq, 15 x 21 m), completamente libera da pilastri (primo esempio in Italia), così da poter essere suddivisa con pareti mobili come meglio si desidera.  Il rapporto tra superficie coperta e superficie utile del piano supera così il 70%, contro il normale 50-55% dei palazzi per uffici con strutture tradizionali.
L'ultimo piano (l'undicesimo) è destinato alla direzione e ospita un terrazzo-giardino nell'angolo sud-est. Sul tetto venne posta una scultura di richiamo pubblicitario progettata da Enrico Ciuti.

### Il sistema strutturale
Per realizzare un edificio privo di pilastri interni si è dovuto risolvere il difficile problema di ottenere una luce libera tra i pilastri d'ambito di oltre 15 metri. Al contempo i progettisti desideravano contenere lo spessore dei solai entro 50 cm (pavimento compreso), perché, se vi fossero riusciti, avrebbero realizzato un piano in più. La soluzione, impossibile a ottenersi con le normali strutture, venne escogitata ideando un solaio corrugato prefabbricato, che funziona come struttura autoportante; il suo difficile calcolo fu brillantemente risolto da Pier Luigi Nervi.

### Il sistema tecnologico
Dal punto di vista tecnologico, l'aspetto più interessante è l'aerazione naturale degli ambienti, che si ottiene con l'apertura contemporanea del cristallo (montato a pantografo) della parte inferiore di ogni vetrata e di antine situate nella parte alta dei locali, invisibili dall'esterno perché schermate dalla fascia marcapiano di alluminio. L'adozione di cristalli a pantografo è stata dettata dalla volontà di mantenere intatto il puro volume di cristallo anche quando gli elementi sono aperti.
"Il colore scelto per l'anodizzazione delle fasce di alluminio marcapiano, del contorno delle aperture a pantografo e delle tapparelle alla veneziana (un tono bluastro detto "canna di fucile", che è in felice contrasto con quello del cristallo) ha reso praticamente invisibili dall'esterno le veneziane, alzate o abbassate che siano. Si è così resa immutabile l'immagine esterna della torre, nei suoi giochi di riflessi, evitando il disordine che sarebbe stato generato dalla differente posizione delle veneziane, se esse fossero state visibili."
"Lamiere smaltate a fuoco, dipinte pittoricamente, sono state adottate per rivestire molte pareti, sia interne sia esterne, non come semplice fatto decorativo, ma come parte integrante dell'architettura. La loro realizzazione presentava difficoltà notevoli, perché nella stesura dello smalto non è possibile procedere per gradi, come avviene in ogni opera pittorica. Esso, infatti, cambia colore con la cottura e non può essere cotto più di una volta. Il pittore Enrico Ciuti ha superato questo difficile problema e ha saputo vivificare la materia, rendendola preziosa nei particolari. La visione degli architetti ha trovato modo di concretizzarsi per la felice unione con l'artista, rendendo possibile un'unitaria partecipazione fra architettura e arte decorativa."